# Pablo Coscolluela
Pablo Cozcolluela Baigorri (Cozco) (Mallén, 2 de setembre de 1932 - Mataró, 5 d'agost de 2013) és un ciclista espanyol que va ser professional entre 1950 i 1958. Va combinar tant el ciclisme en ruta com la pista.

## Palmarès
- 1952
  - 8è als Sis dies de Múnic (amb Juan Espín)
- 1953
  - 4t als Sis dies de Barcelona (amb Santiago Mostajo)
- 1958
  - 1r a Balaguer
  - 1r a Saragossa